# Саво Милошевић
Саво Милошевић (Бијељина, 2. септембар 1973) српски је фудбалски тренер и бивши фудбалер.
Играо је на позицији нападача. Каријеру је почео у Партизану. После тога је потписао за Астон Вилу. Већину играчке каријере провео је у шпанској Ла лиги, где је играо за Реал Сарагосу, Еспањол, Селту Виго и Осасуну. У Ла лиги је на 241 утакмици постигао укупно 91 гол. Током своје шеснаестогодишње професионалне играчке каријере, Милошевић је постигао готово 300 званичних голова у нешто више од 660 наступа.
Одиграо је 102 утакмице и постигао 37 голова за репрезентацију СР Југославије, Србије и Црне Горе и Србије. Заједно с Патриком Клојвертом био је најбољи стрелац на Европском првенству 2000. с пет постигнутих голова.
Посао главног тренера први пут је имао у Партизану и то од 2019. до 2020. После је водио Олимпију из Љубљане и репрезентацију Босне и Херцеговине. Други пут је тренер Партизана био 2024.

## Клупска каријера

### Југославија
Милошевић је наступао у млађим категоријама ФК Подриње из Јање. Пресудан моменат догодио се у јесен, 1987. године, када је у Јањи гостовала омладинска репрезентација Југославије, за коју су играли Ален Бокшић, Звонко Милојевић... Пред крај утакмице на терен је истрчао тада четрнаестогодишњи Милошевић. Искористио је прву прилику која му се пружила. Савладао је Милојевића и постигао гол. Један од присутних тренера, Иван Чабриновић одмах га је препоручио за кадетску репрезентацију. Недуго затим, на Савину адресу стигао је позив од селектора кадета Решада Куновца и Зденка Кобешчака, али и од Партизана. Прихватио је позив из Београда и прикључио се млађим категоријама београдских „црно-белих”.
Дебитовао је за Партизанов први тим 1992, када је недељу дана пре свог 19. рођендана ушао у игру на куп утакмици против Младости у Лучанима. Већ у првој сезони постигао је 17 погодака у свим такмичењима. У наредне две сезоне наставио је с још бољим партијама, два пута заредом био је најбољи стрелац Прве лиге СР Југославије. Био је у тиму који је 1994. освојио другу дуплу круну у историји Партизана. За три сезоне као Партизанов првотимац, Милошевић је на 119 одиграних утакмица постигао 78 голова.
Освојио је две узастопне титуле првака (1993, 1994) и један куп Југославије (1994).

### Иностранство
У лето 1995. потписао је уговор с премијерлигашем Астон Вилом. У Енглеској је за три године постигао 29 голова на 90 премијерлигашких мечева, а од трофеја је успео да освоји Лига куп. У финалу Лига купа, одиграном на Вемблију, његова Астон Вила победила је Лидс јунајтед с резултатом 3:0, а Милошевић је постигао први гол на мечу.
Током 1998. године прешао је у шпанског прволигаша Реал Сарагосу. У другој сезони, у којој је постигао 21 првенствени гол, с клубом је заузео четврто место на табели шпанског шампионата. После добрих партија у Шпанији, Саво је у лето 2000. потписао четворогодишњи уговор са Пармом. Након годину и по дана у италијанском клубу, Милошевић се у јануару 2002. вратио у Реал Сарагосу на позајмицу до краја сезоне. Парма га је након тога поново слала на позајмице у Шпанију, прво у Еспањол (сез. 2002/03) а затим и у Селту (сез. 2003/04). У јулу 2004. потписао је трогодишњи уговор с Осасуном. У другој сезони са клубом је стигао до четвртог места у Ла лиги. Током његовог боравка у клубу, Осасуна је бележила најзначајније резултате у дотадашњој историји. Осасуна је 2005. играла финале Купа краља (поражена од Бетиса у продужецима), док је у сезони 2006/07. наступила у квалификацијама за Лигу шампиона и стигла до полуфинала Купа УЕФА. Милошевић је напустио Осасуну у лето 2007. након што му је истекао уговор, а неколико година касније добио је признање као најбољи клупски играч деценије (2000–2010).
У марту 2008. потписао је за руског премијерлигаша Рубин из Казања. С њима је исте године стигао до титуле првака Русије, прве у клупској историји. Постигао је одлучујући гол за титулу на мечу са Сатурном.

## Репрезентација
Милошевић је одиграо 102 меча и постигао 37 голова за репрезентације СРЈ, СЦГ и Србије. Дебитовао је у децембру 1994. на пријатељском мечу с Бразилом у Порто Алегреу.
На Европском првенству 2000. био је заједно с Патриком Клојвертом најбољи стрелац шампионата с пет постигнутих голова, с тим што је одиграо један меч мање од Холанђанина. На Светском првенству 2006. одиграо је свој 100. меч у репрезентацији, у поразу 6:0 од Аргентине.
Свој последњи меч, и уједно једини за репрезентацију Србије, одиграо је 19. новембра 2008. против Бугарске, постигавши два гола у победи Србије од 6:1.

## Функционерска и тренерска каријера
Од 2011. до 2012. Милошевић је обављао функцију помоћника селектора Бранка Брновића у репрезентацији Црне Горе.
Априла 2014. године је именован за једног од потпредседника Фудбалског савеза Србије.
Дана 27. марта 2019. је раскинуо уговор с Фудбалским савезом да би истог дана постао тренер Партизана. Милошевића је управни одбор ФК Партизан именовао за новог шефа стручног штаба, а прву победу на месту тренера Партизана остварио је 3. априла 2019, победом од 3:2 против Чукаричког.
У првом вечитом дербију на месту тренера Партизана, његов тим претрпео је пораз од Црвене звезде резултатом 2:1, а утешни гол је постигао Рикардо Гомес у 90. минуту.
На крају прве сезоне, Милошевић је успео да Партизан уведе у квалификације за Лигу Европе у сезони 2019/20. Дана 23. маја 2019. освојио је први трофеј у тренерској каријери, пошто је Партизан победио Црвену звезду резултатом 0:1 у финалу Купа Србије 2018/19, голом Бојана Остојића.
У јулу и августу 2019. године, Партизан је обезбедио своје девето учешће у групној фази УЕФА Лиге Европе. Под Милошевићевим вођством, Партизан је у квалификацијама побеђивао редом екипе Конахс Ки номадс (1:0, 3:0), Јени Малатијаспор (3:1, 0:1) и Молде (2:1, 1:1). Партизан је на жребу 30. августа 2019. из трећег шешира био сврстан у групу Л заједно с Манчестер јунајтедом, Астаном и АЗ Алкмаром. Партизан није успео да се пласира у нокаут фазу такмичења, пошто је имао две победе, исто толико пута изгубио и одиграо нерешено.
Дана 16. јуна 2021. Милошевић је званично представљен као нови тренер екипе Олимпије из Љубљане с којом је потписао двогодишњи уговор. Напустио је Олимпију 10. октобра 2021. године, након што је клуб променио власника.
Дана 29. септембра 2023. постављен је на функцију селектора фудбалске репрезентације Босне и Херцеговине. Након Фарука Хаџибегића и Мехе Кодре био је трећи шеф стручног штаба босанског националног тима у квалификацијама за Европско првенство 2024. године. На свом дебију, 13. октобра 2023, Милошевић је славио са репрезентацијом БиХ на гостовању Лихтенштајну (0:2). Три дана касније, у наредној рунди квалификација за ЕП, Босна и Херцеговина је поражена на домаћем терену у Зеници резултатом 0:5 од Португалије. То је био најтежи пораз на домаћем терену у историји репрезентације БиХ. Уследио је пораз на гостовању Луксембургу (4:1) а затим још два пораза на домаћем терену прво од Словачке (1:2) а потом и од Украјине (1:2). Дана 16. априла 2024. Фудбалски савез БиХ објавио је да неће продужити уговор с Милошевићем. Милошевић је водио БиХ на пет утакмица уз учинак од четири пораза и једне победе (гол разлика 5:13).
Дана 27. септембра 2024. године Милошевић је поново постао тренер Партизана, када је на клупу црно-белих замених дотадашњег шефа стручног штаба Александра Станојевића.
Након само мало више од два месеца на клупи црно-белих, Милошевић је напустио Партизан.

## Лични живот
Милошевић је рођен у српској породици у Бијељини, област Семберија. Одрастао је у Јоховцу где је живео с млађим братом Андријом (1975—2013) и млађом сестром Цвијетом. Милошевићева мајка је преминула 2000. од рака.
Поред српског поседује и држављанство Босне и Херцеговине.
Милошевић је био присталица политичке партије Демократска странка коју је тада водио Борис Тадић. Подржавао је ту странку од 1993. након састанка са Зораном Ђинђићем, а званично је постао члан 2003. Четрнаест година касније, 2017, прешао је у Зелену странку. Активно је подржавао демострације 1996. и 1997. против Слободана Милошевића као и Петооктобарску револуцију.
Милошевић је био ожењен Весном, с којом има два сина и кћерку. Син Никола је такође био фудбалер. Од 2017. године у вези је са српском виолончелисткињом Наталијом Типсаревић.
Дана 11. јуна 2011, након породичне свађе, његовог оца Стевана (1953—2011) убио је његов деда Савo (1928—2012) у породичној кући у Главичицама.
Милошевић је отворено подржао студентске демонстрације у Србији 2024.

## Играчка статистика

### Клуб
| Клуб                 | Сезона    | Национално првенство     | Национално првенство | Национално првенство | Национални куп | Национални куп | Лигашки куп | Лигашки куп | Европа  | Европа | Укупно  | Укупно |
| Клуб                 | Сезона    | Ранг                     | Наступи              | Голови               | Наступи        | Голови         | Наступи     | Голови      | Наступи | Голови | Наступи | Голови |
| -------------------- | --------- | ------------------------ | -------------------- | -------------------- | -------------- | -------------- | ----------- | ----------- | ------- | ------ | ------- | ------ |
| Партизан             | 1992/93.  | Прва лига СР Југославије | 31                   | 14                   | 8              | 3              | —           | —           | —       | —      | 39      | 17     |
| Партизан             | 1993/94.  | Прва лига СР Југославије | 32                   | 21                   | 9              | 7              | —           | —           | —       | —      | 41      | 28     |
| Партизан             | 1994/95.  | Прва лига СР Југославије | 35                   | 30                   | 4              | 4              | —           | —           | —       | —      | 39      | 34     |
| Партизан             | Укупно    | Укупно                   | 98                   | 65                   | 21             | 14             | —           | —           | —       | —      | 119     | 79     |
| Астон Вила           | 1995/96.  | Премијер лига            | 37                   | 12                   | 5              | 1              | 7           | 1           | —       | —      | 49      | 14     |
| Астон Вила           | 1996/97.  | Премијер лига            | 30                   | 10                   | 3              | 0              | 1           | 0           | 2       | 0      | 36      | 10     |
| Астон Вила           | 1997/98.  | Премијер лига            | 23                   | 7                    | 2              | 1              | 1           | 0           | 6       | 1      | 32      | 9      |
| Астон Вила           | Укупно    | Укупно                   | 90                   | 29                   | 10             | 2              | 9           | 1           | 8       | 1      | 117     | 33     |
| Реал Сарагоса        | 1998/99.  | Прва лига Шпаније        | 35                   | 17                   | 2              | 1              | —           | —           | —       | —      | 37      | 18     |
| Реал Сарагоса        | 1999/00.  | Прва лига Шпаније        | 37                   | 21                   | 5              | 1              | —           | —           | —       | —      | 42      | 22     |
| Реал Сарагоса        | Укупно    | Укупно                   | 72                   | 38                   | 7              | 2              | —           | —           | —       | —      | 79      | 40     |
| Парма                | 2000/01.  | Серија А                 | 21                   | 8                    | 5              | 2              | —           | —           | 5       | 2      | 31      | 12     |
| Парма                | 2001/02.  | Серија А                 | 10                   | 1                    | 3              | 1              | —           | —           | 6       | 1      | 19      | 3      |
| Парма                | Укупно    | Укупно                   | 31                   | 9                    | 8              | 3              | —           | —           | 11      | 3      | 50      | 15     |
| Реал Сарагоса (поз.) | 2001/02.  | Прва лига Шпаније        | 16                   | 6                    | —              | —              | —           | —           | —       | —      | 16      | 6      |
| Реал Сарагоса (поз.) | Укупно    | Укупно                   | 16                   | 6                    | —              | —              | —           | —           | —       | —      | 16      | 6      |
| Еспањол (поз.)       | 2002/03.  | Прва лига Шпаније        | 34                   | 12                   | 1              | 0              | —           | —           | —       | —      | 35      | 12     |
| Еспањол (поз.)       | Укупно    | Укупно                   | 34                   | 12                   | 1              | 0              | —           | —           | —       | —      | 35      | 12     |
| Селта Виго (поз.)    | 2003/04.  | Прва лига Шпаније        | 37                   | 14                   | 5              | 1              | —           | —           | 9       | 1      | 51      | 16     |
| Селта Виго (поз.)    | Укупно    | Укупно                   | 37                   | 14                   | 5              | 1              | —           | —           | 9       | 1      | 51      | 16     |
| Осасуна              | 2004/05.  | Прва лига Шпаније        | 27                   | 6                    | 7              | 0              | —           | —           | —       | —      | 34      | 6      |
| Осасуна              | 2005/06.  | Прва лига Шпаније        | 32                   | 11                   | —              | —              | —           | —           | 2       | 1      | 34      | 12     |
| Осасуна              | 2006/07.  | Прва лига Шпаније        | 23                   | 4                    | 1              | 0              | —           | —           | 12      | 0      | 36      | 4      |
| Осасуна              | Укупно    | Укупно                   | 82                   | 21                   | 8              | 0              | —           | —           | 14      | 1      | 104     | 22     |
| Рубин Казањ          | 2008.     | Премијер лига Русије     | 16                   | 3                    | 1              | 0              | —           | —           | —       | —      | 17      | 3      |
| Свеукупно            | Свеукупно | Свеукупно                | 476                  | 197                  | 61             | 22             | 9           | 1           | 42      | 6      | 588     | 226    |

Напомене
1. 1 2 3 4  Играо у Купу УЕФА
2. ↑  Четири утакмице и један гол у Купу УЕФА, две утакмице у Лиги шампиона
3. ↑  Утакмица у Лиги шампиона
4. ↑  Десет утакмица у Купу УЕФА, две утакмице у Лиги шампиона

- Извори:[45][46]

### Репрезентација
| Репрезентација     | Година | Наступи | Голови |
| ------------------ | ------ | ------- | ------ |
| СР Југославија     | 1994.  | 1       | 0      |
| СР Југославија     | 1995.  | 7       | 4      |
| СР Југославија     | 1996.  | 7       | 5      |
| СР Југославија     | 1997.  | 9       | 5      |
| СР Југославија     | 1998.  | 11      | 2      |
| СР Југославија     | 1999.  | 7       | 4      |
| СР Југославија     | 2000.  | 12      | 6      |
| СР Југославија     | 2001.  | 8       | 5      |
| СР Југославија     | 2002.  | 9       | 1      |
| Србија и Црна Гора |        |         |        |
| 2003.              | 10     | 1       |        |
| 2004.              | 7      | 2       |        |
| 2005.              | 8      | 0       |        |
| 2006.              | 5      | 0       |        |
| Србија             |        |         |        |
| 2007.              | 0      | 0       |        |
| 2008.              | 1      | 2       |        |
| Укупно             | Укупно | 102     | 37     |

- Извор:[47]

#### Голови за репрезентацију
| #   | Датум               | Место                        | Противник     | Гол   | Резултат | Такмичење                                 |
| --- | ------------------- | ---------------------------- | ------------- | ----- | -------- | ----------------------------------------- |
| 1.  | 31. јануар 1995.    | Хонгконг, Хонгконг           | Хонгконг      | 1 : 2 | 1 : 3    | Карлсберг куп                             |
| 2.  | 31. јануар 1995.    | Хонгконг, Хонгконг           | Хонгконг      | 1 : 3 | 1 : 3    | Карлсберг куп                             |
| 3.  | 31. март 1995.      | Београд, Југославија         | Уругвај       | 1 : 0 | 1 : 0    | Пријатељска                               |
| 4.  | 20. септембар 1995. | Солун, Грчка                 | Грчка         | 0 : 2 | 0 : 2    | Пријатељска                               |
| 5.  | 24. април 1996.     | Београд, Југославија         | Фарска Острва | 3 : 0 | 3 : 1    | Квалификације за Светско првенство 1998.  |
| 6.  | 2. јун 1996.        | Београд, Југославија         | Малта         | 4 : 0 | 6 : 0    | Квалификације за Светско првенство 1998.  |
| 7.  | 6. октобар 1996.    | Тофтир, Фарска Острва        | Фарска Острва | 0 : 1 | 1 : 8    | Квалификације за Светско првенство 1998.  |
| 8.  | 6. октобар 1996.    | Тофтир, Фарска Острва        | Фарска Острва | 1 : 4 | 1 : 8    | Квалификације за Светско првенство 1998.  |
| 9.  | 6. октобар 1996.    | Тофтир, Фарска Острва        | Фарска Острва | 1 : 5 | 1 : 8    | Квалификације за Светско првенство 1998.  |
| 10. | 10. фебруар 1997.   | Хонгконг, Хонгконг           | Хонгконг      | 0 : 1 | 1 : 3    | Карлсберг куп                             |
| 11. | 2. април 1997.      | Праг, Чешка                  | Чешка         | 1 : 2 | 1 : 2    | Квалификације за Светско првенство 1998.  |
| 12. | 11. октобар 1997.   | Валета, Малта                | Малта         | 0 : 1 | 0 : 5    | Квалификације за Светско првенство 1998.  |
| 13. | 29. октобар 1997.   | Будимпешта, Мађарска         | Мађарска      | 0 : 7 | 1 : 7    | Бараж за Светско првенство 1998.          |
| 14. | 15. новембар 1997.  | Београд, Југославија         | Мађарска      | 1 : 0 | 5 : 0    | Бараж за Светско првенство 1998.          |
| 15. | 29. мај 1998.       | Београд, Југославија         | Нигерија      | 1 : 0 | 3 : 0    | Пријатељска                               |
| 16. | 23. септембар 1998. | Сао Луис, Бразил             | Бразил        | 0 : 1 | 1 : 1    | Пријатељска                               |
| 17. | 10. фебруар 1999.   | Валета, Малта                | Малта         | 0 : 3 | 0 : 3    | Квалификације за Европско првенство 2000. |
| 18. | 8. јун 1999.        | Солун, Грчка                 | Малта         | 2 : 1 | 4 : 1    | Квалификације за Европско првенство 2000. |
| 19. | 8. јун 1999.        | Солун, Грчка                 | Малта         | 4 : 1 | 4 : 1    | Квалификације за Европско првенство 2000. |
| 20. | 8. септембар 1999.  | Скопље, Република Македонија | Македонија    | 0 : 1 | 2 : 4    | Квалификације за Европско првенство 2000. |
| 21. | 13. јун 2000.       | Шарлроа, Белгија             | Словенија     | 1 : 3 | 3 : 3    | Европско првенство 2000.                  |
| 22. | 13. јун 2000.       | Шарлроа, Белгија             | Словенија     | 3 : 3 | 3 : 3    | Европско првенство 2000.                  |
| 23. | 18. јун 2000.       | Лијеж, Белгија               | Норвешка      | 0 : 1 | 0 : 1    | Европско првенство 2000.                  |
| 24. | 21. јун 2000.       | Бриж, Белгија                | Шпанија       | 0 : 1 | 4 : 3    | Европско првенство 2000.                  |
| 25. | 25. јун 2000.       | Ротердам, Холандија          | Холандија     | 6 : 1 | 6 : 1    | Европско првенство 2000.                  |
| 26. | 3. септембар 2000.  | Луксембург, Луксембург       | Луксембург    | 0 : 1 | 0 : 2    | Квалификације за Светско првенство 2002.  |
| 27. | 28. март 2001.      | Љубљана, Словенија           | Словенија     | 0 : 1 | 1 : 1    | Квалификације за Светско првенство 2002.  |
| 28. | 6. јун 2001.        | Тофтир, Фарска Острва        | Фарска Острва | 0 : 4 | 0 : 6    | Квалификације за Светско првенство 2002.  |
| 29. | 1. септембар 2001.  | Базел, Швајцарска            | Швајцарска    | 1 : 1 | 1 : 2    | Квалификације за Светско првенство 2002.  |
| 30. | 6. октобар 2001.    | Београд, Југославија         | Луксембург    | 4 : 2 | 6 : 2    | Квалификације за Светско првенство 2002.  |
| 31. | 6. октобар 2001.    | Београд, Југославија         | Луксембург    | 5 : 2 | 6 : 2    | Квалификације за Светско првенство 2002.  |
| 32. | 13. фебруар 2002.   | Финикс, САД                  | Мексико       | 2 : 0 | 2 : 1    | Пријатељска                               |
| 33. | 11. октобар 2003.   | Кардиф, Велс                 | Велс          | 1 : 2 | 2 : 3    | Квалификације за Европско првенство 2004. |
| 34. | 11. јул 2004.       | Фукуока, Јапан               | Словачка      | 1 : 0 | 2 : 0    | Кирин куп                                 |
| 35. | 13. октобар 2004.   | Београд, Србија и Црна Гора  | Сан Марино    | 1 : 0 | 5 : 0    | Квалификације за Светско првенство 2006.  |
| 36. | 19. новембар 2008.  | Београд, Србија              | Бугарска      | 3 : 1 | 6 : 1    | Пријатељска                               |
| 37. | 19. новембар 2008.  | Београд, Србија              | Бугарска      | 4 : 1 | 6 : 1    | Пријатељска                               |

- Извор: 1

## Тренерска статистика
Ажурирано 30. новембра 2024.
| Тим                 | Датум доласка       | Датим одласка      | Учинак | Учинак | Учинак | Учинак | Учинак |
| Тим                 | Датум доласка       | Датим одласка      | ОУ     | П      | Н      | И      | П %    |
| ------------------- | ------------------- | ------------------ | ------ | ------ | ------ | ------ | ------ |
| Партизан            | 27. март 2019.      | 1. септембар 2020. | 67     | 43     | 9      | 15     | 064,18 |
| Олимпија Љубљана    | 16. јун 2021.       | 10. октобар 2021.  | 16     | 7      | 2      | 7      | 043,75 |
| Босна и Херцеговина | 29. септембар 2023. | 21. март 2024.     | 5      | 1      | 0      | 4      | 020,00 |
| Партизан            | 27. септембар 2024. | 2. децембар 2024.  | 8      | 6      | 2      | 0      | 075,00 |
| Укупно              | Укупно              | Укупно             | 96     | 57     | 13     | 26     | 059,38 |

## Успеси

### Играчки
Партизан
- Првенство СР Југославије (2): 1992/93, 1993/94.
- Куп СР Југославије (1): 1993/94.

Астон Вила
- Лига куп Енглеске (1): 1995/96.

Рубин Казањ
- Премијер лига Русије (1): 2008.

Појединачни
- Најбољи стрелац Првенства СР Југославије: 1993/94, 1994/95.
- Најбољи стрелац Европског првенства: 2000.
- Члан идеалног тима Европског првенства: 2000.

### Тренерски
Партизан
- Куп Србије (1): 2018/19.